# 人间乐园

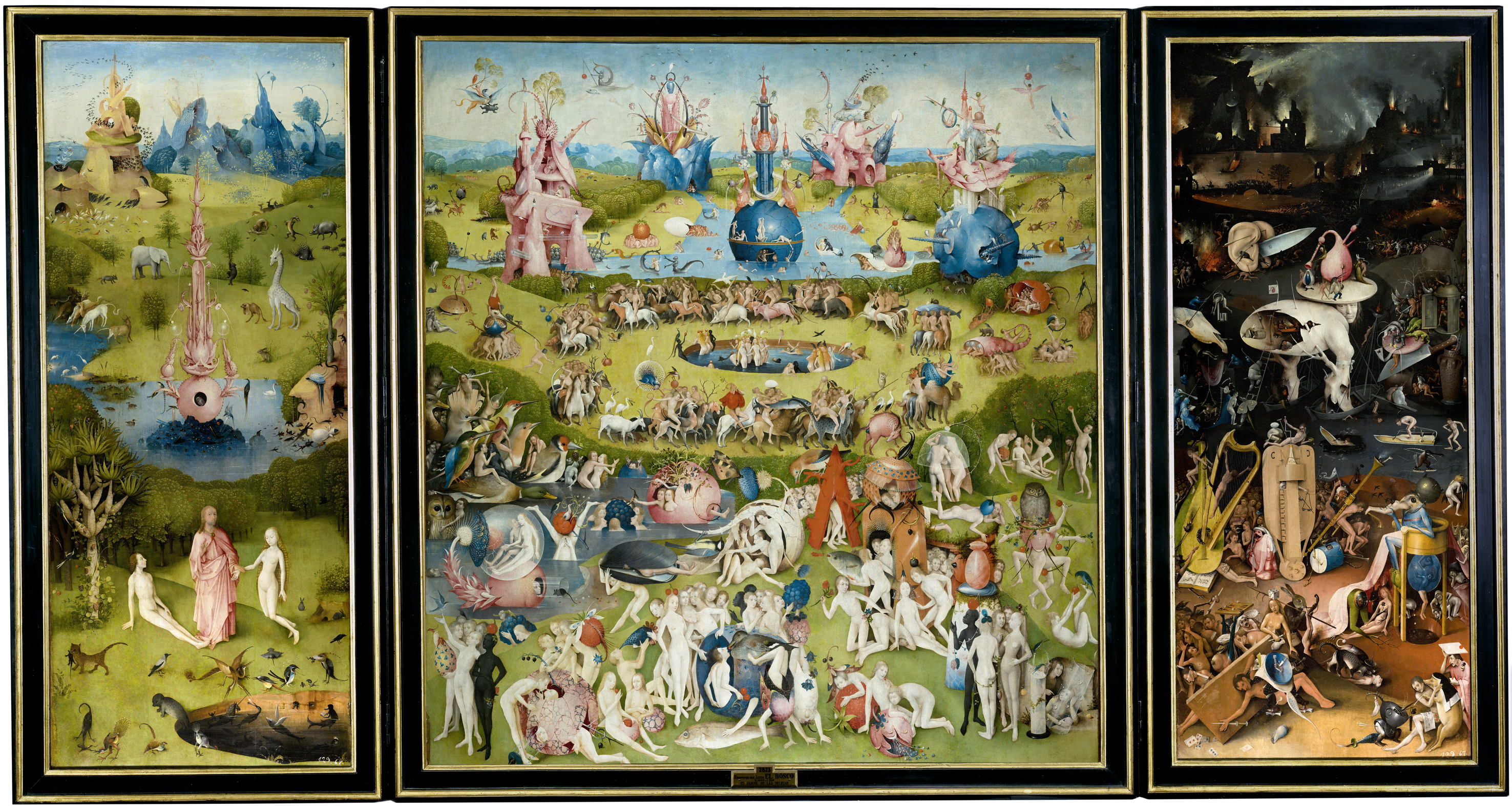
耶罗尼米斯·波希, 人间乐园, 橡木板上的油画, 220 × 389 cm, 普拉多博物馆, 马德里

《人间乐园》是早期荷兰大师耶羅尼米斯·波希在他四十岁至六十岁之间（即公元1490年至1510年之间）在橡木板上绘制的三联油画作品。自1939年起为西班牙马德里的普拉多博物馆馆藏。
由于人们对博斯的生平或创作目的知之甚少，对这幅作品的创作意图可以解读为多种形式：对世俗肉体放纵的告诫；对生活的诱惑将承受的风险的严重警告，再到对终极性愉悦的唤醒。它所象征意义的复杂性，特别是中间的那一幅，引起了长达几个世纪的广泛的学术解读。二十世纪的艺术史学家对三联画的中间那幅到底是想表达是一个道德警告还是想描绘失乐园的全貌也存在着分歧。
博斯创作了三幅大型三联画（其他的两幅分别是1482年创作的《最后的审判》和1516年的《干草车三联画》），可以从左至右欣赏，其中每一幅对整体的意义都至关重要。这三部作品中每一幅的主题都不同，但是却又联系紧密，都表达了历史和信仰的主题。这一时期的三联画通常是按照顺序欣赏的，左右画作通常分别描绘伊甸园和最后的审判，而主题则蕴含在中间那一幅。《人间乐园》到底是否用作祭坛画目前尚不清楚，但一般认为最中间的那幅画和右侧那幅画的主题比较极端，所以不太可能在教堂或修道院中使用，而是被主顾所委托。

## 作品描述

### 外部画作

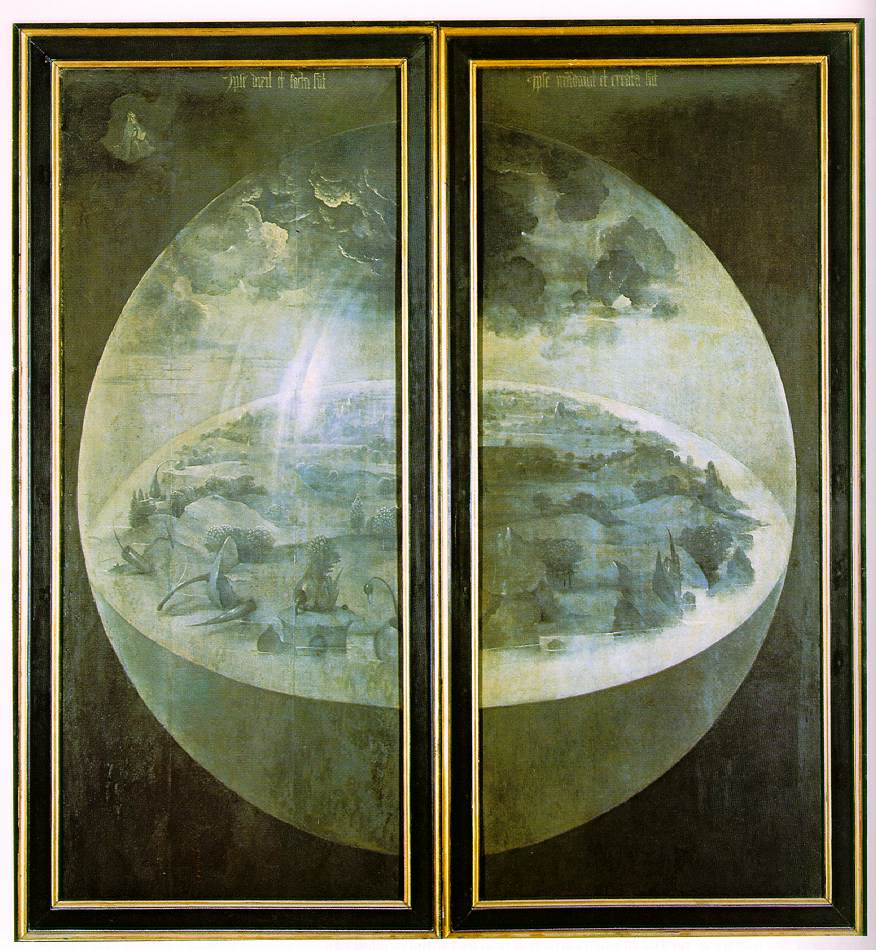
外部画作展示了创世纪时候的世界，很可能是在创世纪的第三天。在上帝创造了植物之后但是尚未创作人类和动物之前。

三联画的左右两幅画向里折的时候，我们就可以看到画作的外部设计。画作采用纯灰画作画法，没有色彩，大概是因为当时绝大部分的荷兰三联画都是采用这种方式进行描画，但也可能是暗示这幅画作要反映早于基督教中日与月被创造之前的世界。基督教神学说，上帝创造日月是为了“给地球带来光明”。荷兰祭坛画平淡无奇的典型纯灰画作是为了突显内部画作的明艳色彩。
画作的外部大致描绘了基督教中的创世纪，展示了绿色植物开始覆盖着最初原始的地球。上帝，戴着和宗教里的三重冕类似的皇冠（荷兰画作里的普遍习俗），可以在画作左上角的微型图象里看出。
博斯在画中展示了圣父上帝盘腿而坐，把《圣经》放在他的膝盖上，承接圣旨并且用一种消极的方式创造着地球。在上帝的图象之上，刻着《诗篇》（古代以色列人对上帝真正敬拜者所记录的一辑受感示的诗歌集，包括150首可用音乐伴唱的神圣诗歌，供人在耶路撒冷的圣殿中对主作公开崇拜时唱咏之用。）的一句引言。地球被密封在一个透明的球体里，和传统意义上描述的由上帝或耶稣基督拿着的水晶球相呼应。它悬挂在黑暗的宇宙中，这里唯一的居住者只有上帝自己。
尽管那时候地球上就已经存在绿色植被，但是人类和动物的生命迹象尚未存在，这就表明这幅场景描绘的是上帝创世纪的第三天。博斯用一种不同寻常的方式描绘植被的生命，他用统一的灰色色调去描绘，让人难以确认他画的物体仅仅只是植物本身或者可能包含其他矿物质的形式。大海环绕着这个透明球体的内部，其中一部分被透过云层的光束点亮。外部的画作设计整体上是清晰地按照记叙顺序分布的。它们展示了一个尚无人烟、仅有岩石和植被的地球，和内部画作大量充斥着贪欲人性的乐园形成了鲜明的对比。

### 内部画作
一些学者认为，博斯用外部画作构建出圣经的背景，以衬托内部画作里的内容和元素，并且人们普遍认为外部画作形象在出现的时间上要早于内部画作。博斯的《干草车三联画》，中间那幅画的两侧都有天堂和地狱的形象。三联画的场景遵循着时间先后顺序：从左至右依次代表伊甸园，人间乐园和地狱。上帝作为人类的创造者出现在最左边的画作，而人类违反上帝意旨的后果则反映在右边的画作里。
然而，这幅作品和博斯其他两幅三联画《最后的审判》（约公元1482年）和《干草车三联画》（1510年之后）相反的是，中间的那幅作品中没有出现上帝，展现的是明显拥有自由意志的裸身男女在忙于各种寻欢作乐。一些解读认为右边画作展现的就是上帝惩罚人类的场景——地狱。
艺术史学家查尔斯·德·托尔奈（匈牙利艺术史学家和米开朗基罗专家。根据欧文·潘诺夫斯基的说法，他是“他那个时代最杰出的艺术史学家之一”。）认为，通过左边画作中亚当充满诱惑力的凝视就已经可以看出，上帝对被新创造出的家园的影响力已经开始减弱了。这个观点从外部画作和内部画作中的对比中得到进一步证实：外部画作中上帝的形象十分渺小，而内部画作中的地球家园浩瀚无际。根据汉斯·贝尔廷（德国艺术史学家，中世纪和文艺复兴时期艺术理论家，以及当代艺术和形象理论。）的说法，三幅内部画作试图大体上传递旧约中的理念：在人类“堕落”（是基督教中用来描述第一男女从无辜顺从上帝的状态转变为有罪的不服从状态的术语。）以前，善与恶之间没有明确的界限，人类纯良无知，也不懂得什么是后果。

### 左幅画作

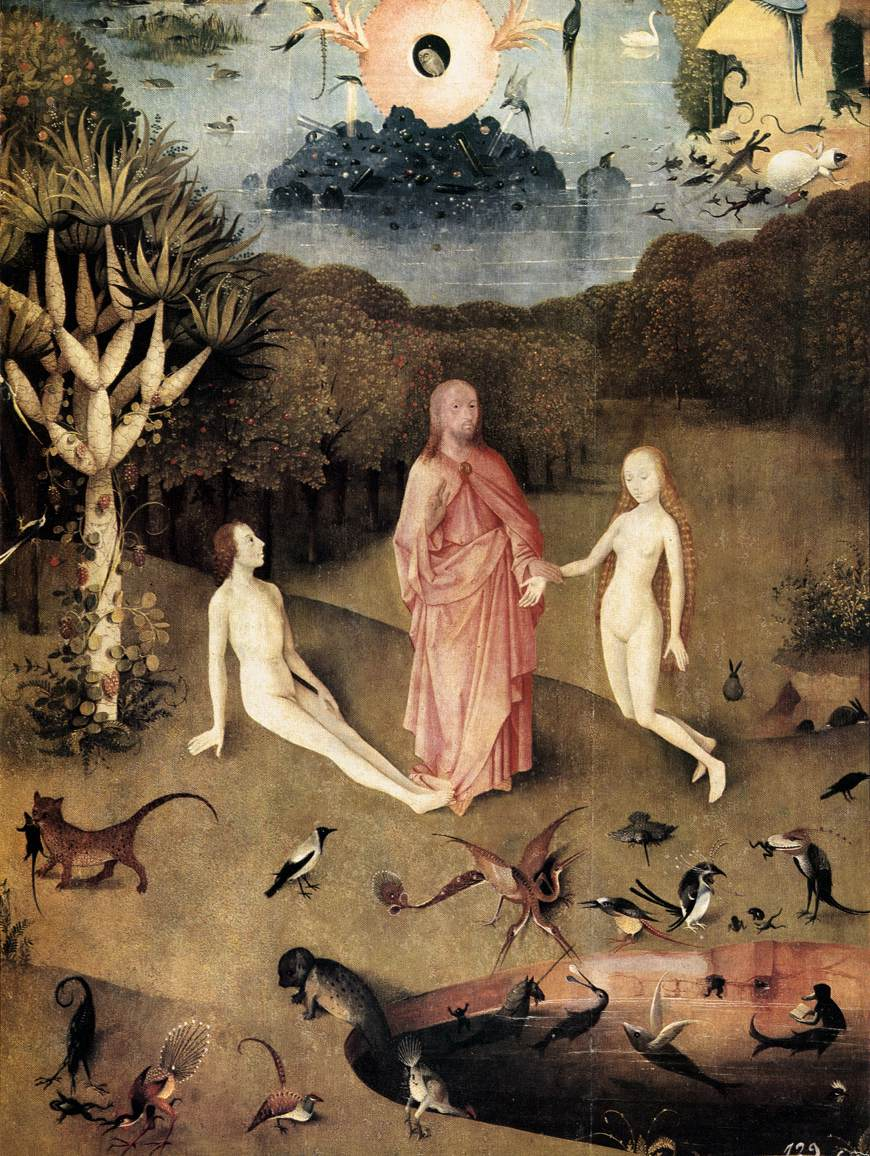
从左幅画作的细节来看，在夏娃还未介绍给亚当的时候，化成肉身之前的基督在祝福她。

左幅画作（有时又被称作做亚当和夏娃的结合）描绘了一幅伊甸园的天堂中的场景，有时也被人们解读为上帝把夏娃介绍给亚当。这幅图画展示了亚当从深睡中醒来，发现上帝握着夏娃的手腕，显示出上帝祝福亚当和夏娃结合的意味。上帝比外面板上显得更年轻，蔚色的眼睛和一头金色的卷发。他年轻的外表可能是艺术家用来说明基督是上帝圣言的化身。在祝福中，上帝抬起了他的右手，而他的左手握着夏娃的手腕。 根据该作品最具争议的解读是，20世纪的民俗学家和艺术史学家威尔赫姆弗兰杰的：
他仿佛在享受活血的脉动，又好像他正在为这种人类血液和他自己的血液之间的永恒和不可改变的交流设置封印。 在亚当的脚趾触及上帝的脚的方式中，上帝和夏娃之间的这种身体接触显得更加明显。这是他们密切关系的强调：亚当似乎确实尽其所能地伸展来触碰造物主上帝。造物主的心脏周围披着斗篷，衣服明显的褶皱围着亚当的脚，这也似乎表明有一股神圣的力量流出，所以他们三个实际上形成一个封闭的环，拥有一种神秘的能量......
夏娃避开了亚当的目光，但据艺术史学家沃尔特·S·吉布森说，她被“诱惑性地将她的身体展示给亚当”。亚当的表情中有惊讶的成分，并且弗兰杰已经找出了让他惊讶的三个原因。首先，上帝的存在让他诧异。其次，他正在意识到夏娃与自己具有相同的性质，并且是从他自己的身体创造出来的。最后，从亚当凝视的力度来看，可以得出结论，他正在经历性唤起以及最原始的想要繁衍的冲动。
周围的景观由小屋状的形式构成，其中一些由石头构成，而另一些则至少部分是有机物构成的。在夏娃的背后有一些兔子，象征着繁殖力，在草地上玩耍，对面的龙树被认为代表着永生。背景展示了几种对当时的欧洲人来说具有异国情调的动物，包括一只长颈鹿，一头大象和一只杀死并即将吞噬猎物的狮子。在画面的前景部分，从地面的一个大洞里出现一些鸟类和有翼动物，一些是现实的动物，一些是奇幻的。在一条鱼的背后，一个穿着短袖连帽外套和鸭嘴的人拿着一本打开的书，仿佛正在阅读。在该区域的左侧，一只猫的下颚里衔着一个类似蜥蜴的小动物。贝尔廷观察到，尽管前景中是奇幻的想象的生物，但中景和背景中的许多动物都是从当时旅行文学中汲取的，博斯是为了在这里吸引“人文精神和贵族读者”。长期以来，埃尔哈德·雷乌维奇的画被认为是伯纳德·冯·布莱登巴赫1486年《圣地朝圣之旅》的照片中大象和长颈鹿的源头。尽管最近的研究表明15世纪中期的人文主义学者希里亚克·安可科的旅行日志中也展示了这些异域的动物。
根据艺术史学家弗吉尼亚·塔特尔的说法，这个场景“非常传统（并且）不能被认为是西方艺术传统上描述的创世纪之书中的任何事件。”有些图象与伊甸园中本该有的纯真相矛盾。塔特尔和其他评论者将亚当对妻子的目光解释为他对妻子的贪欲，并表明基督教信仰人类从一开始就注定失败。吉布森认为亚当的面部表情不仅表露了他的惊讶，也表现他的期望。根据中世纪普遍的信仰，在“堕落”之前，亚当和夏娃在没有情欲的情况下交配，且仅仅是为了繁衍。许多人认为，在夏娃尝到禁果之后的第一宗罪就属肉体的欲望。在树的右侧，一条蛇盘绕在树干上，而在蛇的右边，一只老鼠正在慢慢爬行。根据弗兰杰的说法，这两种动物都是普遍意义上男性生殖器的代表。

### 中央画作

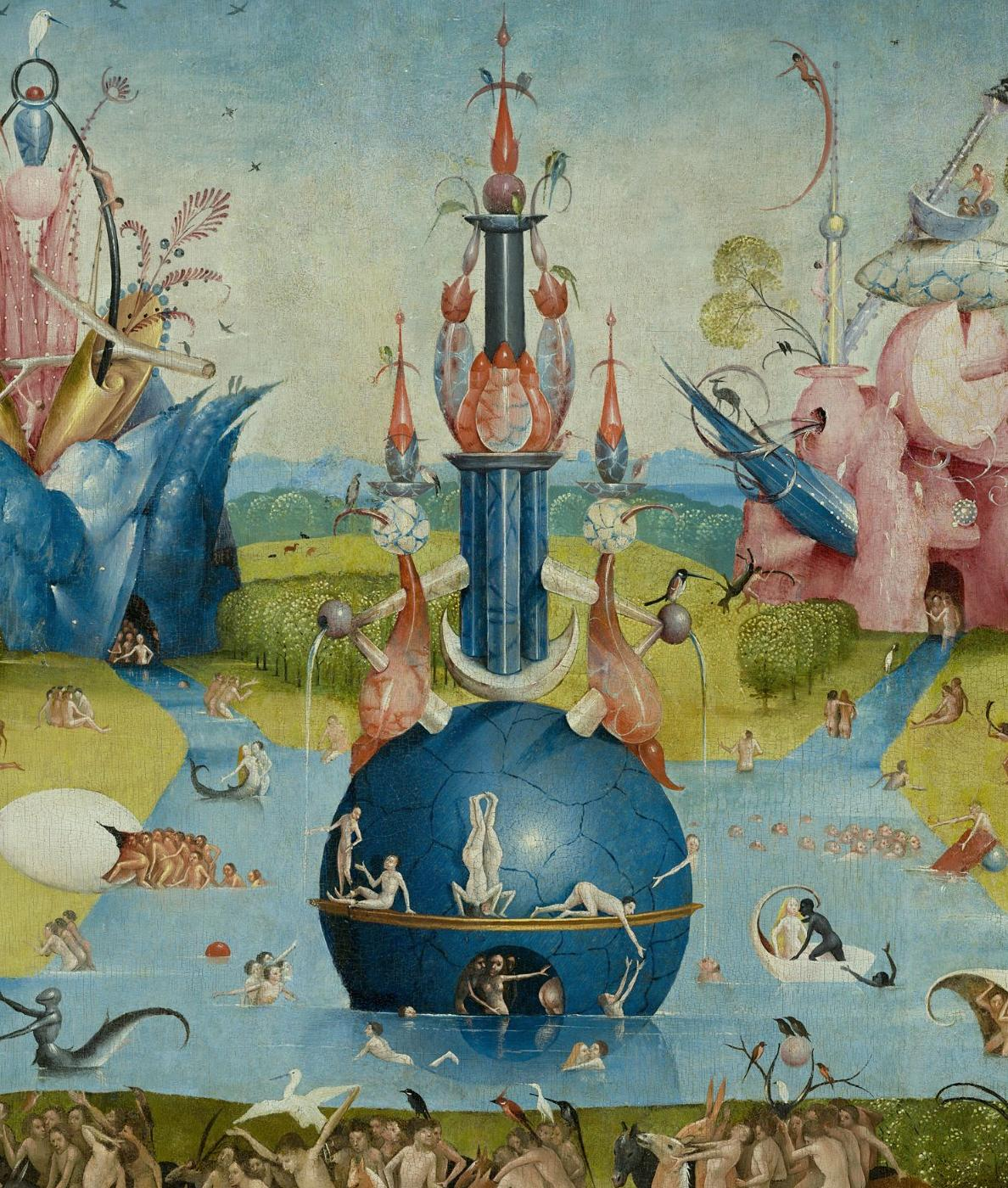
在中央画作中的背景上部，位于中央的被水环绕的球体是一个石头和人类的结合体。球体上是一些裸身的人在互相寻欢作乐，一些是现实的，一些像是虚构的，剩下的像是两者的结合。

中心板（220×195厘米，87×77英寸）的天际线与左幅画板的天际线完全匹配，而其中央游泳池和后面湖泊的位置与前期场景中出现的湖泊相呼应。中心图象描绘了广阔的“人间乐园”景观，这也是三联画名字的由来。中央画作和左幅画作有着共同的地平线，暗示了两个场景之间的空间联系。乐园里大量出现了男人和女人的裸体，以及各种动物，植物和水果。背景不是左幅画作中显示的天堂，但它也不是陆地上的领域。奇幻的生物与真实的动物交织在一起; 普通的水果也膨胀得巨大。这些人都沉浸在色情的运动或者活动中，要么成双成对，要么三五成群。吉布森将他们描述为“公然暴露且不知羞耻”，而艺术史学家劳里达·迪克森则写道，人物形象表现出“某种青春期的性好奇心”。
在做各种各样的活动中时，许多人都陶醉在纯良无知，自我沉浸的愉悦中。有些人似乎很享受感官愉悦，有些人则无意识地在水中玩耍，还有一些人则在有各种动物的草地上寻欢嬉戏，似乎与大自然融为一体。在背景的中间，一个类似水果荚的大型蓝色球体在湖中央升起。通过它的圆形窗口可以看到一名男子右手靠近他伴侣的生殖器，另一个人的裸露臀部在附近徘徊。 根据弗兰杰的说法，中央画作中的色情可以被看作精神堕落的讽喻或腐败的场所。
在前景的右侧，有四个人物在一起站着，其中三个白人，一个黑人。 白人中有两名男性和一名女性，从头到脚覆盖着浅棕色的体毛。学者们普遍认为，这些毛发旺盛的人物代表了狂野或原始的人性，但这和它象征意义的内涵不符。 例如，艺术史学家Patrik Reuterswärd设想，他们可能被视为“高贵的野蛮人”，代表着“一种可以想象的到的我们文明生活的替换”，使整幅画作有了“更清晰明确的原始的注脚”。而作家彼得格鲁姆认为这些人物和淫乱和欲望有着内在的联系。